# NGC 423
NGC 423 é uma galáxia espiral (S0-a) localizada na direcção da constelação de Sculptor. Possui uma declinação de -29° 14' 04" e uma ascensão recta de 1 horas, 11 minutos e 22,1 segundos.
A galáxia NGC 423 foi descoberta em 14 de Novembro de 1835 por John Herschel.